# Casey at the Bat (film, 1927)
Pour les articles homonymes, voir Casey at the Bat.
Pour plus de détails, voir Fiche technique et Distribution.
Casey at the Bat est un film muet américain réalisé par Monte Brice, sorti en 1927. Il s'agit de l'adaptation du poème Casey au bâton d'Ernest Thayer (1888).

## Synopsis
Au début du XXe siècle, dans une ville pauvre. Un homme frustre et débraillé, Casey, est doué au baseball. Arrivent de New York un chercheur de talents sportifs sans scrupules et son manager tout aussi malhonnête, qui engagent le brave homme. Casey se retrouve à jouer dans la cour des grands. Le recruteur et le manager finissent par comploter pour saouler Casey et parier contre lui pour un match aux enjeux élevés.

## Fiche technique
- Titre : Casey at the Bat
- Réalisation : Monte Brice
- Scénario : Monte Brice, Hector Turnbull, Reggie Morris, Jules Furthman, Grant Clarke et Sam Hellman, d'après le poème Casey au bâton d'Ernest Thayer (1888)
- Photographie : Barney McGill
- Société de production : Paramount Pictures
- Pays de production :  États-Unis
- Langue originale : anglais
- Format : noir et blanc – 1,33:1 - Film muet
- Genre : comédie humoristique sur le sport
- Durée : 60 minutes
- Date de sortie : 8 mars 1927 (États-Unis)

## Distribution
- Wallace Beery : 'Home Run' Casey
- Zasu Pitts : Camille Gibson
- Ford Sterling : O'Dowd
- Sterling Holloway : Elmer Putnam
- Spec O'Donnell : Spec
- Sydney Jarvis : John McGraw
- Iris Stuart : Trixie
- Doris Hill : Floradora Girl
- Sally Blane : Floradora Girl
- Robert Dudley : un fermier (non crédité)
- Tom Ricketts : un spectateur (non crédité)
- Robert Livingston (non crédité)